# Pałątka mała
Pałątka mała (Lestes virens) – gatunek ważki z rodziny pałątkowatych (Lestidae), najmniejszy przedstawiciel rodzaju Lestes.

## Wygląd
Długość ciała 37 mm, rozpiętość skrzydeł do 45 mm. Dojrzałe samce mają granatowe oczy, a młode samce niebieskie.

## Pożywienie
Głównie owady latające, ale też mszyce i pająki.

## Występowanie
Występuje wokół Morza Śródziemnego, w Europie Środkowej i dalej na wschód po Azję Środkową. W Polsce, na terenie całego kraju, występuje podgatunek Lestes virens vestalis, rzadziej spotykany w obszarach górskich. 

## Loty
W Polsce osobniki dorosłe (imagines) pojawiają się od czerwca do października.

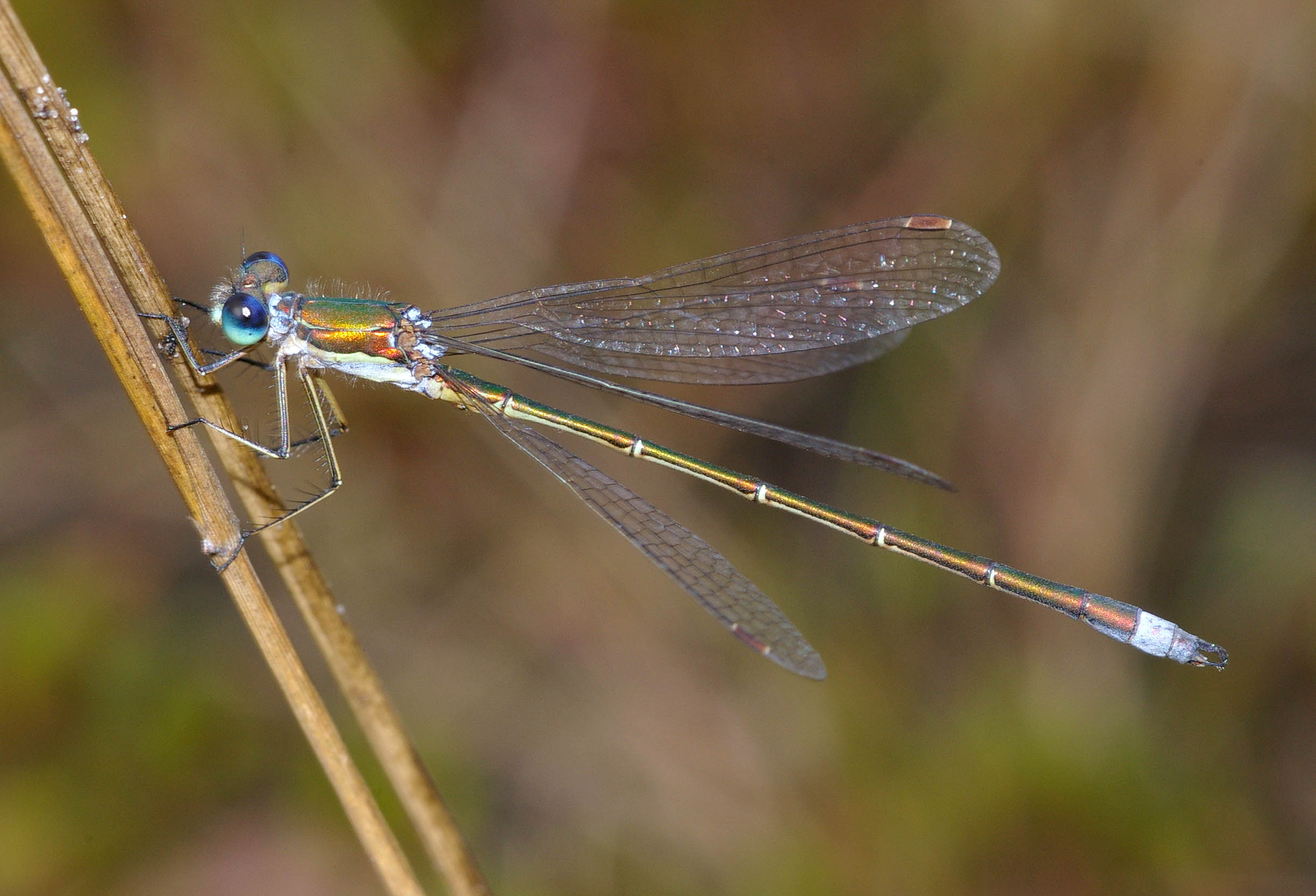
Samiec
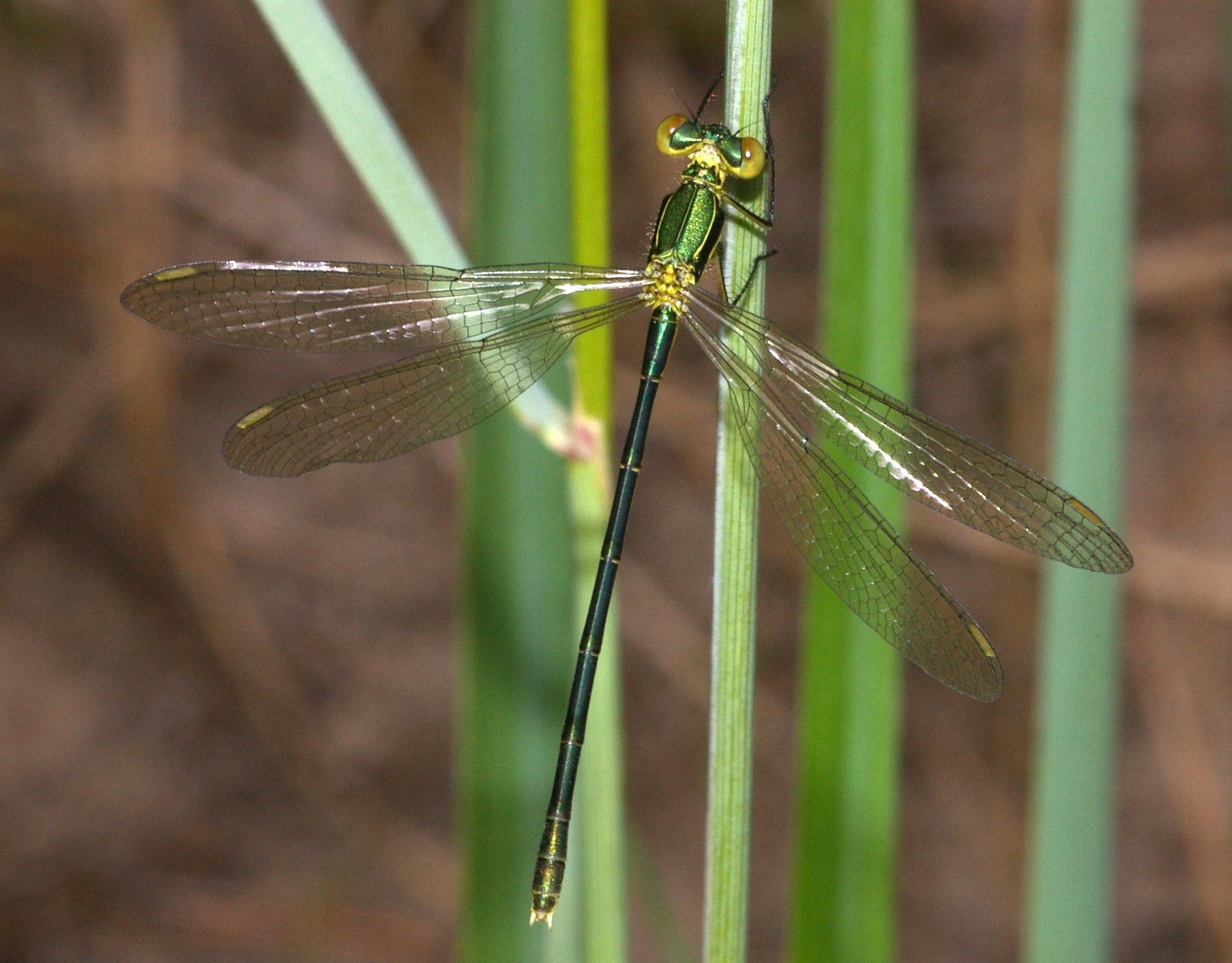
Samica